# Eulepidotis egista
Eulepidotis egista är en fjärilsart som beskrevs av Bar 1876. Eulepidotis egista ingår i släktet Eulepidotis och familjen nattflyn. Inga underarter finns listade i Catalogue of Life.